# Sphaeronaemella helvellae
Sphaeronaemella helvellae är en svampart som först beskrevs av Petter Adolf Karsten, och fick sitt nu gällande namn av Petter Adolf Karsten 1884. Sphaeronaemella helvellae ingår i släktet Sphaeronaemella, ordningen Microascales, klassen Sordariomycetes, divisionen sporsäcksvampar och riket svampar.  Arten är reproducerande i Sverige. Inga underarter finns listade i Catalogue of Life.